# Вудфордская интернациональная школа
Ву́дфордская интернациона́льная шко́ла (англ. Woodford International School) — частная школа в городе Хониара, столице Соломоновых Островов.

## История
Была основана в 1950-х годах на полуострове Пойнт-Круз в центре Хониары. Первоначально в ней обучалось около десятка учеников, однако в 1970-х годах, согласно принятому Национальному плану развития Соломоновых Островов, она была расширена для соответствия международным стандартам.
В 2007 году руководство школы приступило к масштабному улучшению инфраструктуры школы для соответствия международным стандартам.

## Управление
Управляется Советом родителей, имеющим статус некоммерческой организации. Правительство  делах школы участия практически не принимает.

## Руководство
- директор — Барбара Волратт[2];
- заместитель директора — Алекс Харо[2];
- координатор старшей школы — Брик Масэа[2];
- координатор средней школы — Августина Кафукез[2];
- координатор начальной школы — Черолин Таса[2].

## Официальные названия
- сентябрь 1989 года—1990-е годы — Интернациональная школа Хониары[1];
- 1990-е годы—н. в. — Вудфордская интернациональная школа[1].

## Награды, аккредитации и членства
- международная школа международного некоммерческого частного образовательного фонда «International Baccalaureate»[1];
- авторизированная школа Кембриджского университета[1];
- авторизированная школа MEHRD согласно квалификации SINF6[1];
- признанное образовательное учреждение Соломоновых Островов[1];
- член Торговой палаты Соломоновых островов[1].